# Stoholm Station
Stoholm Station er en dansk jernbanestation i stationsbyen Stoholm i Midtjylland.
Stationen ligger på jernbanestrækningen fra Langå til Struer. Den åbnede i 1865, da etapen fra Viborg til Skive af Langå-Struer-banen blev indviet.